# Kissusenti
Kissusenti è un gruppo musicale reggae calabrese (di Catanzaro o provincia catanzarese).
Attualmente la crew è composta da:
- Gioman (mc)
- Docta P. (selecter e promoter)
- Luchano. (mc)
- Badstone (selecter)

## Storia del gruppo
Attiva informalmente dal 1998 ma fondata ufficialmente nel 2000 è stata la prima crew a promuovere il Reggae in Calabria, dando vita ad un movimento tra i più dinamici in Italia.
L'attività di sound li ha visti calcare i club e i centri sociali di tutta Italia con il loro caratteristico sing-jay soprattutto in dialetto calabrese. Nel background di Kissusenti nascono Gioman e Killacat, divenuti tra i cantanti reggae più seguiti e apprezzati in Italia. Oltre a Gioman, Docta P., Johnny C. e Razzo, tanti sono stati i ragazzi a contribuire allo sviluppo della crew, tra cui, dal 2004 al 2008 Kuanito e Lanzo.
Nel 2004 viene pubblicato: A kissusenti work: from 2000 to 2004 con tracce di Gioman e Killacat. Successivamente è uscito il 45 giri prodotto da One Love Records con il singolo di Killa Cat "U cora vruscia" e di Gioman "Rimani qua".
Nel settembre del 2007 è uscito il secondo CD della crew prodotto da Kissusenti studio e distribuito da OneLoveHiPowa, Vruscia, cantato sempre da i due cantanti calabresi Gioman e Killacat: l'album include 13 tracce. Il lavoro annovera le collaborazioni con Brusco ("Sta cca" ft Killacat) e Fido Guido ("Dammi l'erba" ft Gioman). Dopo l'esordio discografico con l'album "Vruscia" nel settembre 2008, sotto la supervisione e la produzione artistica di Macro Marco, Gioman e Killacat incidono "BLOCK NOTES".
Nel 2011 è atteso il loro quarto album.

## Discografia
- 2004: A kissusenti work: from 2000 to 2004
- 2007: Vruscia
- 2009: Block Notes (Macrobeats records)